# Irving Manheimer
Irving Manheimer (1893-1980) est un chef d'entreprise américain ayant surtout travaillé dans le monde de la distribution de magazine. 

## Biographie
Irving S. Manheimer naît le 15 mars 1893 à Brooklyn. Après des études au lycée de Brooklyn, il commence une formation à l'université de Syracuse et envisage une carrière de journaliste. Cependant, en 1913, après avoir été engagé par le Syracuse Post-Dispatch pour l'été, les responsables du journal lui proposent de travailler à plein temps. Il arrête donc ses études et, peu après, il est chargé de la distribution du quotidien à Ithaca et Watertown. En 1917, il échappe à la conscription car il est marié et son épouse, veuve d'un précédent mari, a déjà un enfant. En 1918, il exerce pour le magazine Collier's au service des abonnements et en devient le responsable en 1920. 
En 1926, il est responsable de la diffusion au sein de l'Eastern Distributing Corporation. Cette société gère la distribution de cigares, de bonbons et de magazines pour des débits de tabac. Elle investit dans une seconde activité, plus risquée : elle finance des éditeurs qui, en échange, doivent passer par l'Eastern pour leur approvisionnement en papier, l'impression des livres, la logistique, etc. L'Eastern sous-traite ces tâches. Cette même année, Manheimer est aussi engagé comme directeur de la société Publishers Surplus Corporation (PSC), qui revend à l'étranger des magazines invendus récents. La PSC appartient à Theodore Epstein, qui possède aussi la Tab Printing Corporation, sous-traitant de l'Eastern.
En 1929, l'éditeur Hugo Gernsback, dont la société Experimenter Publishing est lourdement endettée, doit pour éviter la banqueroute céder son entreprise à l'Eastern, qui distribuait la plupart de ses titres. Manheimer en est nommé président. Cette entreprise est ensuite divisée en plusieurs entités indépendantes (Stellar Publications, Teck Publishing, Forward Publications, Experimenter Publications, Modern Publications, et Grenpark Novelties) dont les présidents sont, entre autres : Hugo Gernsback, Bernarr Macfadden (en), Theodore Epstein, Harry Donenfeld (futur propriétaire de DC Comics) et Harold Hersey. Eastern produit et diffuse l'ensemble des magazines publiés par ces entreprises.
En 1932, l'Eastern Distributing Corporation est déclarée en faillite mais les anciens propriétaires poursuivent les collaborations avec Manheimer dans leurs nouveaux projets. En 1937, Manheimer est officiellement propriétaire de Publishers Surplus Corporation et de la Publishers Distributing Corporation (PDC) qui, à l'origine, appartenaient toutes deux à Theodore Epstein. En 1938, il s'associe à William M. Cotton, qui travaillait auparavant pour Fawcett Publications. Ils fondent l'Ideal Publishing Corporation qui, dans un premier temps, publie des magazines consacrés au cinéma puis son activité se diversifie avec des magazines de romance, distribués par la PDC. 
Cotton fonde ensuite une société d'édition, Bilbara Publishing, qui produit des magazines humoristiques et des comics. Le premier comics diffusé est Cyclone Comics, dont le responsable éditorial est Worth Carnahan. Celui-ci était déjà l'éditeur précédent comics, Champion Comics, bien que le nom du directeur de publication indiqué dans les comics soit Leo Greenwald qui travaillait pour la PDC et que Manheimer soit le président de la maison d'édition Worth Publishing. Cela semble donc indiquer que Manheimer a aussi eu des parts dans ces maisons d'édition. Il en va de même pour la société Family Comics, renommée plus tard en Harvey Comics dont l'éditeur est Alfred Harvey qui était soutenu par la PDC et qui a repris les titres Champion Comics et Speed Comics édité auparavant par Leo Greenwald,.
En 1941, Manheimer est à la tête d'un groupe d'actionnaires de la Macfadden Publications (en) et pousse à la démission son propriétaire Bernarr Macfadden. En 1951, il devient président de cette société. En 1955 se produit l'effondrement de l'American News Company, alors la principale société de distribution aux États-Unis. Toutes les autres entreprises du secteur y gagnent, dont la PDC. En 1969, la PDC s'allie avec plusieurs autres entreprises de distribution pour former un nouveau géant : Ancorp National Services, dont Manheimer est administrateur, au côté de Paul Sampliner (cofondateur de l'Eastern), Samuel J. Campbell, les fils de William Randolph Hearst et Moe L. Annenberg (en) qui, dans les années 1920, possédait le magazine Daily Racing Tab, produit par la Tab Printing Corporation de Theodore Epstein. Irving S. Manheimer meurt le 16 juin 1980 à New York.

## Vie privée
Irving S. Manheimer a été marié quatre fois. Sa première femme meurt après un an de mariage. Il se remarie ensuite deux fois. Ces deux mariages finissent par des divorces.